# 高都郡
高都郡，中国南北朝时设置的郡。
北魏永安（528年—530年）中置，属建州，领高都、阳阿二县，治所在高都县（即今山西省晋城市城区和泽州县）。为建州治。辖境相当今山西省晋城市东部一带。北周建州长平郡并入、并改郡为建州高平郡。 